# 国家综合性消防救援队伍
国家综合性消防救援队伍，是由国家消防救援局管理的中华人民共和国国家应急救援力量，是应急救援的主力军和国家队，担负防范化解重大安全风险、应对处置各类灾害事故的职责，依法承担全国防火灭火、应急救援等职能。
国家综合性消防救援队伍分为消防救援、森林消防两支队伍，其前身分别为公安消防部队、武警森林部队。

## 历史

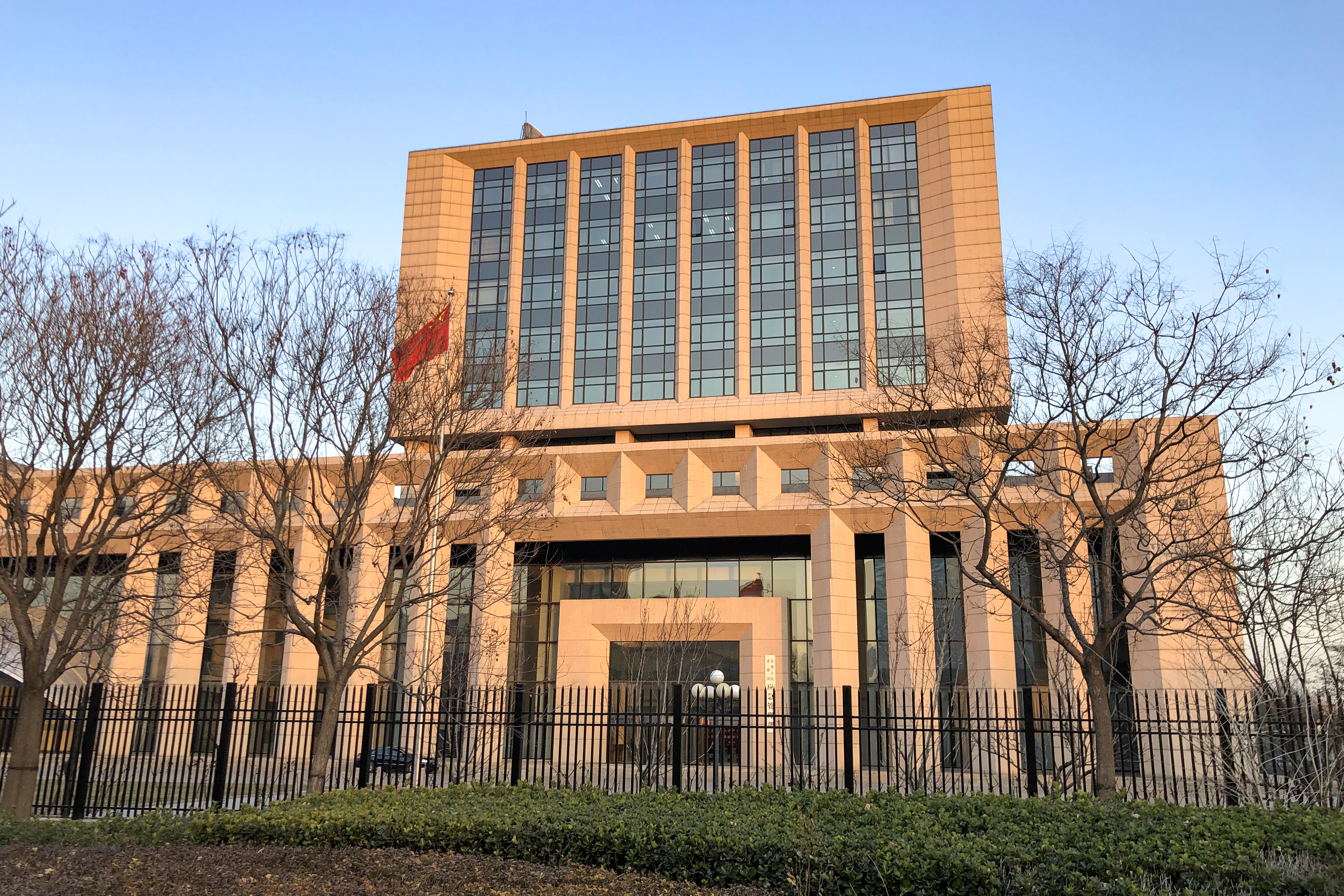
中华人民共和国应急管理部总部及消防救援局驻地。原为公安部消防局大楼。

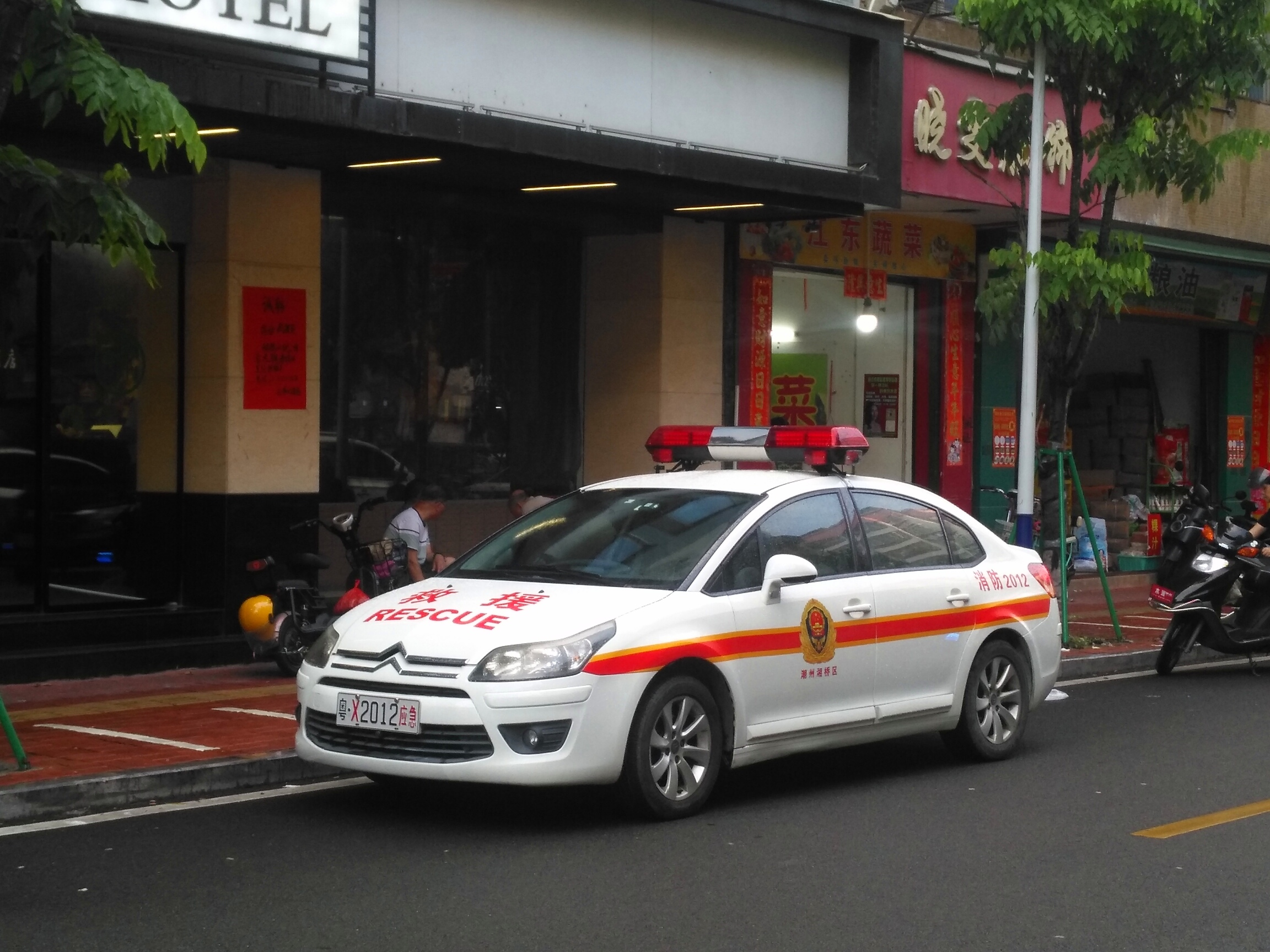
隶属于潮州市湘桥区消防救援大队的东风雪铁龙凯旋消防指挥车。

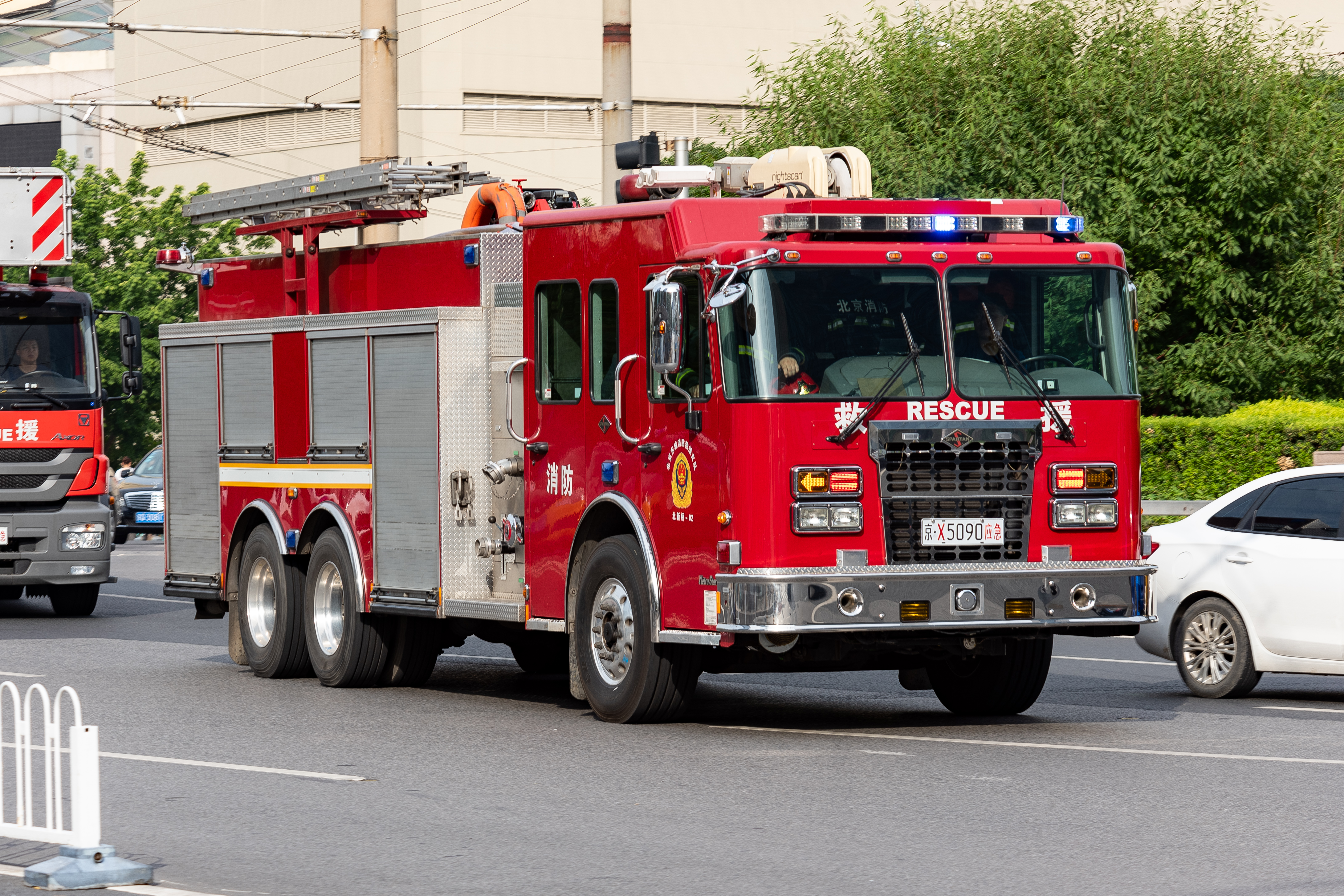
隶属于北京市东城区消防救援支队的Spartan消防车，挂有2018式消防救援车辆号牌

2018年3月17日，第十三届全国人民代表大会第一次会议通过了《第十三届全国人民代表大会第一次会议关于国务院机构改革方案的决定》，批准《国务院机构改革方案》。方案规定，“组建应急管理部。将国家安全生产监督管理总局的职责，国务院办公厅的应急管理职责，公安部的消防管理职责，民政部的救灾职责，国土资源部的地质灾害防治、水利部的水旱灾害防治、农业部的草原防火、国家林业局的森林防火相关职责，中国地震局的震灾应急救援职责以及国家防汛抗旱总指挥部、国家减灾委员会、国务院抗震救灾指挥部、国家森林防火指挥部的职责整合，组建应急管理部，作为国务院组成部门。中国地震局、国家煤矿安全监察局由应急管理部管理。公安消防部队、武警森林部队转制后，与安全生产等应急救援队伍一并作为综合性常备应急骨干力量，由应急管理部管理。不再保留国家安全生产监督管理总局。”
4月16日，应急管理部正式挂牌。7月30日，中共中央办公厅、国务院办公厅印发《应急管理部职能配置、内设机构和人员编制规定》。其中规定，“应急管理部负责管理消防救援队伍、森林消防队伍两支国家综合性应急救援队伍，承担相关火灾防范、火灾扑救、抢险救援等工作，设立消防救援局、森林消防局，分别作为消防救援队伍、森林消防队伍的领导指挥机关。”
9月5日，《综合性消防救援队伍消防救援衔条例（草案）》在中国人大网公布并征求意见30日。草案显示，国家综合性消防救援队伍消防救援衔按照管理指挥干部、专业技术干部和消防员分别设置，管理指挥干部消防救援衔设三等十一级，消防员消防救援衔设三等八级。
9月29日，中国人民武装警察部队森林部队转制移交应急管理部，武警森林部队官兵正式退出现役。10月9日，公安消防部队移交应急管理部，消防官兵正式退出现役。机构改革后，武警森林部队、公安消防部队现役编制全部转为行政编制，成建制划归应急管理部，承担灭火救援和其他应急救援工作。
10月10日，应急管理部发布国家综合性消防救援队伍改革过渡期身份标识牌。应急管理部决定，自2018年10月10日零时起，至国家综合性消防救援队伍制式服装配发前，原公安消防部队、武警森林部队和警种学院人员停止使用武警部队制式服装和标识服饰，统一穿着无武警标识的作训服。消防救援队伍干部在作训服左兜盖上方佩带方形消防救援队伍身份标识牌，队员则在作训服左兜盖上方佩挂圆形“中国消防救援”标识牌。
10月18日，中共中央办公厅、国务院办公厅印发《组建国家综合性消防救援队伍框架方案》，并指出，“设置专门的中国消防救援队队旗、队徽、队训、队服”。
10月26日，第十三届全国人大常委会第六次会议表决通过《中华人民共和国消防救援衔条例》，于2018年10月27日起施行。
11月9日，人民大会堂举行国家综合性消防救援队伍授旗仪式。中共中央政治局常委、中央书记处书记王沪宁宣读《中共中央、国务院关于授予国家综合性消防救援队伍“中国消防救援队”队旗的决定》，中共中央总书记、国家主席、中央军委主席习近平向应急管理部党组书记、副部长黄明消防救援总监授予中国消防救援队队旗。习近平同时对中国消防救援队提出十六字训词：“对党忠诚、纪律严明、赴汤蹈火、竭诚为民”。
12月11日，国务院办公厅印发《关于国家综合性消防救援车辆悬挂应急救援专用号牌有关事项的通知》，规定国家综合性消防救援车辆悬挂应急救援专用号牌。
12月26日，河北省、四川省、福建省、甘肃省、陕西省、海南省、安徽省、新疆维吾尔自治区、吉林省、青海省和黑龙江省消防救援总队举行了授旗授衔和换装仪式。27日，辽宁省、天津市、山西省、湖北省、河南省等五省市举行授旗授衔换装仪式。28日，云南省、广西壮族自治区、湖南省和西藏自治区消防救援总队正式成立。29日，贵州省、江苏省消防救援总队举行授旗授衔换装仪式。
2019年1月29日，应急管理部发出《关于启用国家综合性消防救援队伍人员证件的公告》，决定自次日起启用《国家综合性消防救援队伍干部证》《国家综合性消防救援队伍消防员证》《国家综合性消防救援队伍学员证》《国家综合性消防救援队伍退休证》。
2019年11月18日，中央机构编制委员会办公室发出《中央编办关于印发应急管理部消防救援局、森林消防局“三定”规定和消防救援队伍、森林消防队伍总队及以下单位机构编制方案的通知》（中央编办发〔2019〕231号），规定应急部消防救援局、森林消防局是消防救援队伍、森林消防队伍的领导指挥机关，消防救援队伍、森林消防队伍总队以下单位接受应急管理部和所在省级行政区双重领导。决定自2018年8月22日起的三年内为试行磨合期。三年试行磨合期内，暂不明确消防救援队伍、森林消防队伍各级单位行政级别，按照国家综合性消防救援队伍的职务职级序列和消防救援衔级配备相应干部。
2019年12月底，全国各级消防救援机构陆续举行挂牌仪式。
2024年6月，全国各级消防救援队伍加挂驻地消防救援局牌子。18日，全国31个消防救援总队加挂省级消防救援局牌子；25日全国407个消防救援支队加挂市级消防救援局牌子。

## 职责

中国消防救援标识（消防救援队伍改制过渡时期使用）

根据《中华人民共和国消防法》第三十七、三十八、四十二条，国家综合性消防救援队、专职消防队承担下列职责：
1. 国家综合性消防救援队、专职消防队按照国家规定承担重大灾害事故和其他以抢救人员生命为主的应急救援工作。
2. 国家综合性消防救援队、专职消防队应当充分发挥火灾扑救和应急救援专业力量的骨干作用；按照国家规定，组织实施专业技能训练，配备并维护保养装备器材，提高火灾扑救和应急救援的能力。
3. 消防救援机构应当对专职消防队、志愿消防队等消防组织进行业务指导；根据扑救火灾的需要，可以调动指挥专职消防队参加火灾扑救工作。

## 编制

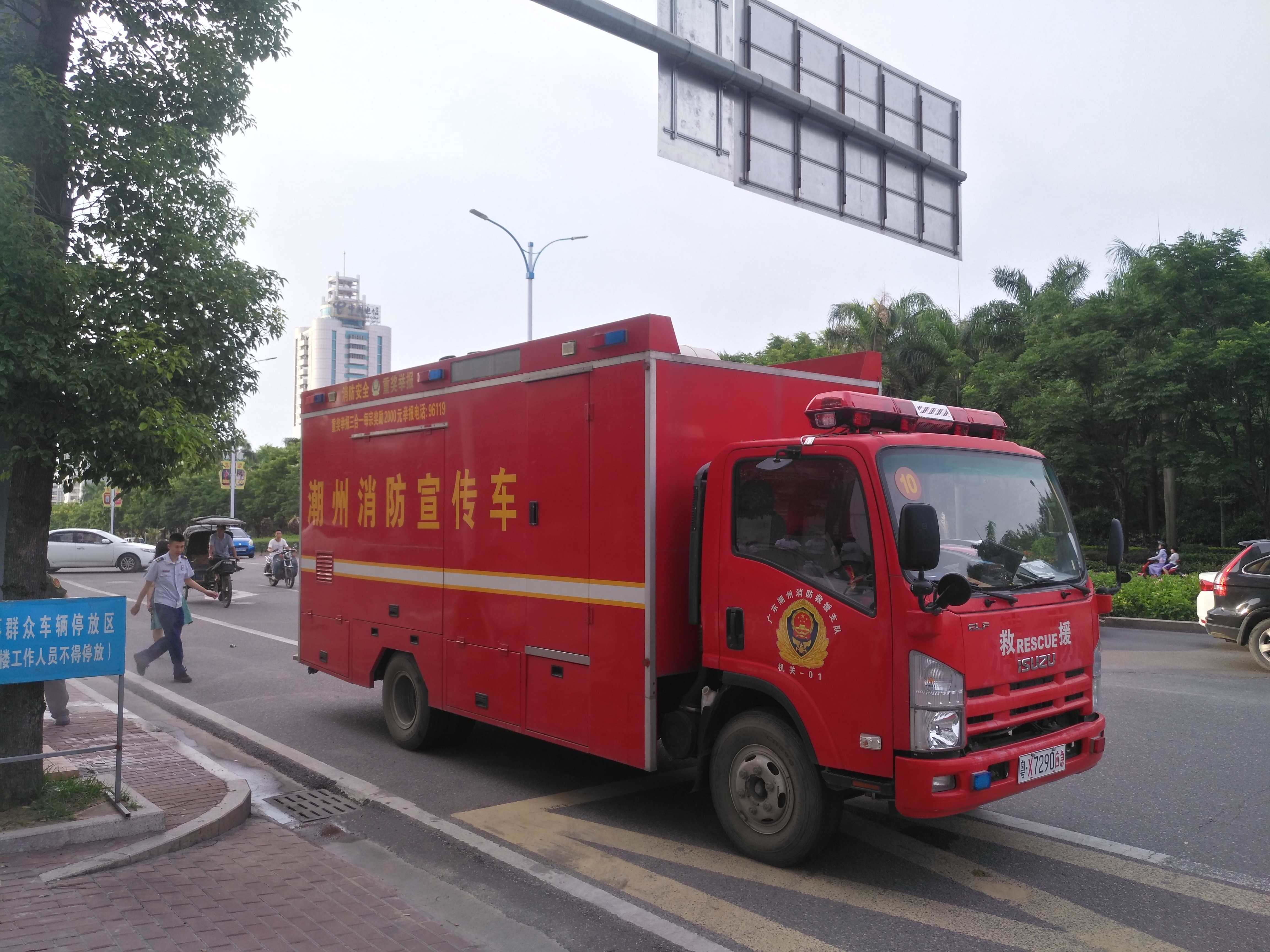
隶属于潮州市消防救援支队的一辆五十铃ELF消防宣传车。

### 消防救援队伍
机构改革前，消防力量主要由公安消防队伍和地方政府专职消防队、企业专职消防队组成，并以公安消防部队为主体力量。原公安消防部队实行公安机关领导，条块结合，分级管理的管理体制，列入武警序列。各省级行政区设消防总队，各地级行政区、直辖市城区设消防支队，支队下设消防大队（科）、中队。
根据《组建国家综合性消防救援队伍框架方案》，各省级行政区设消防救援总队，各地级行政区设消防救援支队，各县级行政区设消防救援大队，大队下设消防救援站（中队）。
根据《消防救援队伍总队及以下单位机构编制方案》，应急管理部消防救援局管理领导总队单位34个（其中省级消防救援总队31个、训练总队3个），具体组成如下：
- 北京市消防救援总队
- 上海市消防救援总队
- 天津市消防救援总队
- 重庆市消防救援总队
- 河北省消防救援总队
- 山西省消防救援总队
- 吉林省消防救援总队
- 辽宁省消防救援总队
- 黑龙江省消防救援总队
- 陕西省消防救援总队
- 甘肃省消防救援总队
- 青海省消防救援总队
- 山东省消防救援总队
- 福建省消防救援总队
- 浙江省消防救援总队
- 河南省消防救援总队
- 湖北省消防救援总队
- 湖南省消防救援总队
- 江西省消防救援总队
- 江苏省消防救援总队
- 安徽省消防救援总队
- 广东省消防救援总队
- 海南省消防救援总队
- 四川省消防救援总队
- 贵州省消防救援总队
- 云南省消防救援总队
- 内蒙古自治区消防救援总队
- 新疆维吾尔自治区消防救援总队
- 宁夏回族自治区消防救援总队
- 广西壮族自治区消防救援总队
- 西藏自治区消防救援总队
- 应急管理部消防救援局天津训练总队
- 应急管理部消防救援局南京训练总队
- 应急管理部消防救援局昆明训练总队

### 森林消防队伍
机构改革前，森林消防力量主要由中国人民武装警察部队森林部队、地方林业厅（局）森林防火部门组成，并以武警森林部队为主体力量。原武警森林部队实行国家林业局、武警总部双重领导，以国家林业局为主的管理体制。
根据《组建国家综合性消防救援队伍框架方案》，森林消防总队以下单位保持原建制。
根据《森林消防队伍总队及以下单位机构编制方案》，应急管理部森林消防局管理领导总队单位9个（其中省级森林消防总队9个），具体组成如下：
- 内蒙古自治区森林消防总队
- 吉林省森林消防总队
- 黑龙江省森林消防总队
- 福建省森林消防总队
- 四川省森林消防总队
- 云南省森林消防总队
- 西藏自治区森林消防总队
- 甘肃省森林消防总队
- 新疆维吾尔自治区森林消防总队

## 规章制度

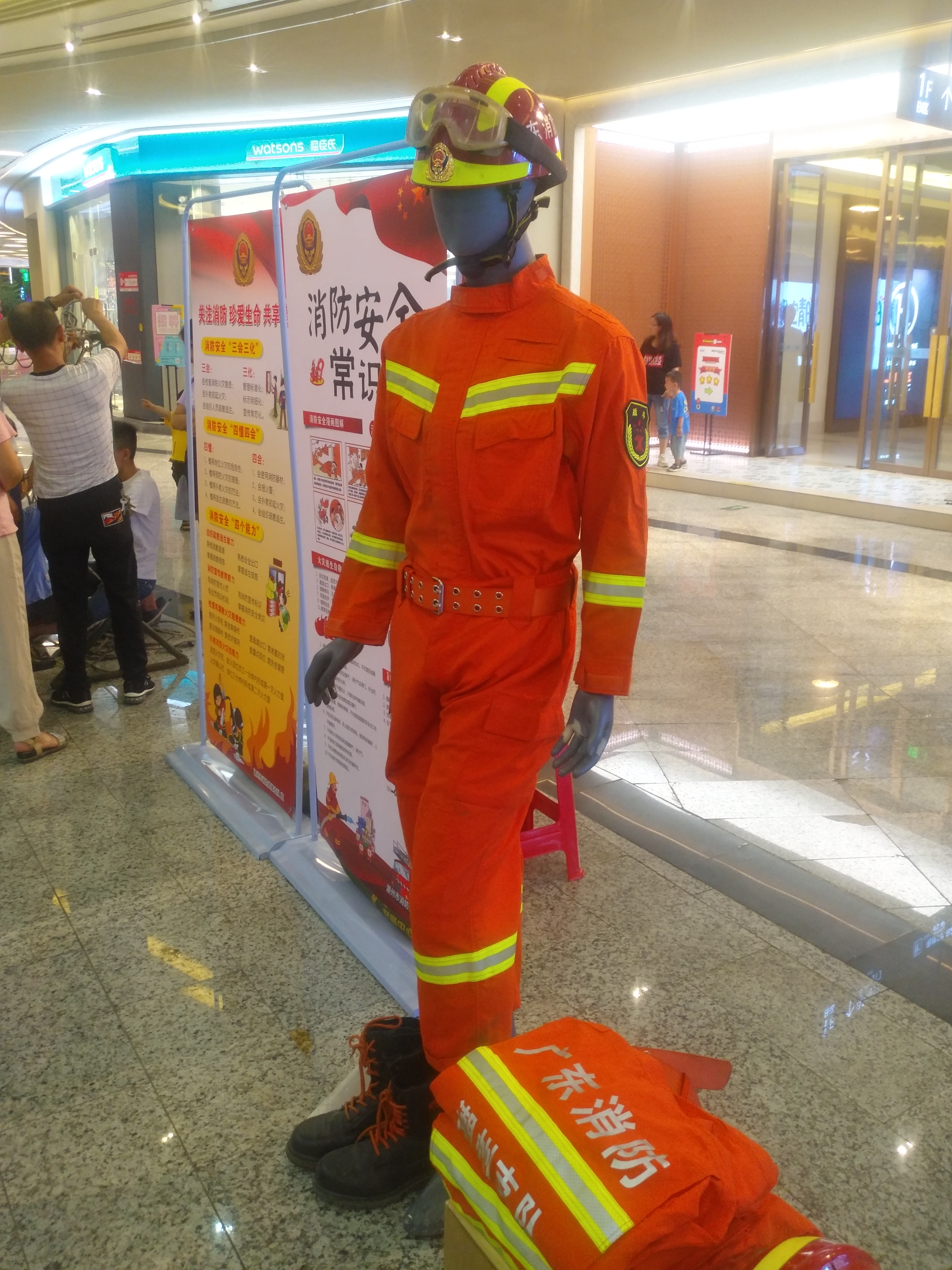
2018式橙色消防服

### 誓词
中国消防救援队誓词为，
|  | 我志愿加入国家消防救援队伍，对党忠诚，纪律严明，赴汤蹈火，竭诚为民，坚决做到服从命令、听从指挥，恪尽职守、苦练本领，不畏艰险、不怕牺牲，为维护人民生命财产安全、维护社会稳定贡献自己的一切。 |

### 队旗与队徽
中国消防救援队队旗由红、蓝两色组成。红色代表党和国家，蓝色代表消防救援队伍，寓意消防救援队伍是在党和国家领导下的纪律队伍。位于中央的旗标为橄榄枝托起的盾牌造型，象征消防救援队伍是人民群众生命财产安全和社会稳定的守护者。
中国消防救援队队徽主体颜色为金黄色，中间空隙处为蓝色。盾形两侧环绕橄榄枝和松枝，象征消防救援队伍是人民群众生命财产安全和社会稳定的守护者。国徽象征国家，代表依法履行国家赋予的职责使命。
中国消防救援队标识由橄榄枝环绕，象征平安。五个五角星象征依法履行国家赋予的职责使命，紧握手腕象征救援。雄鹰翅膀代表反应灵敏、行动迅速。交叉斧头和水枪等表明消防队伍。

### 衔级与服饰

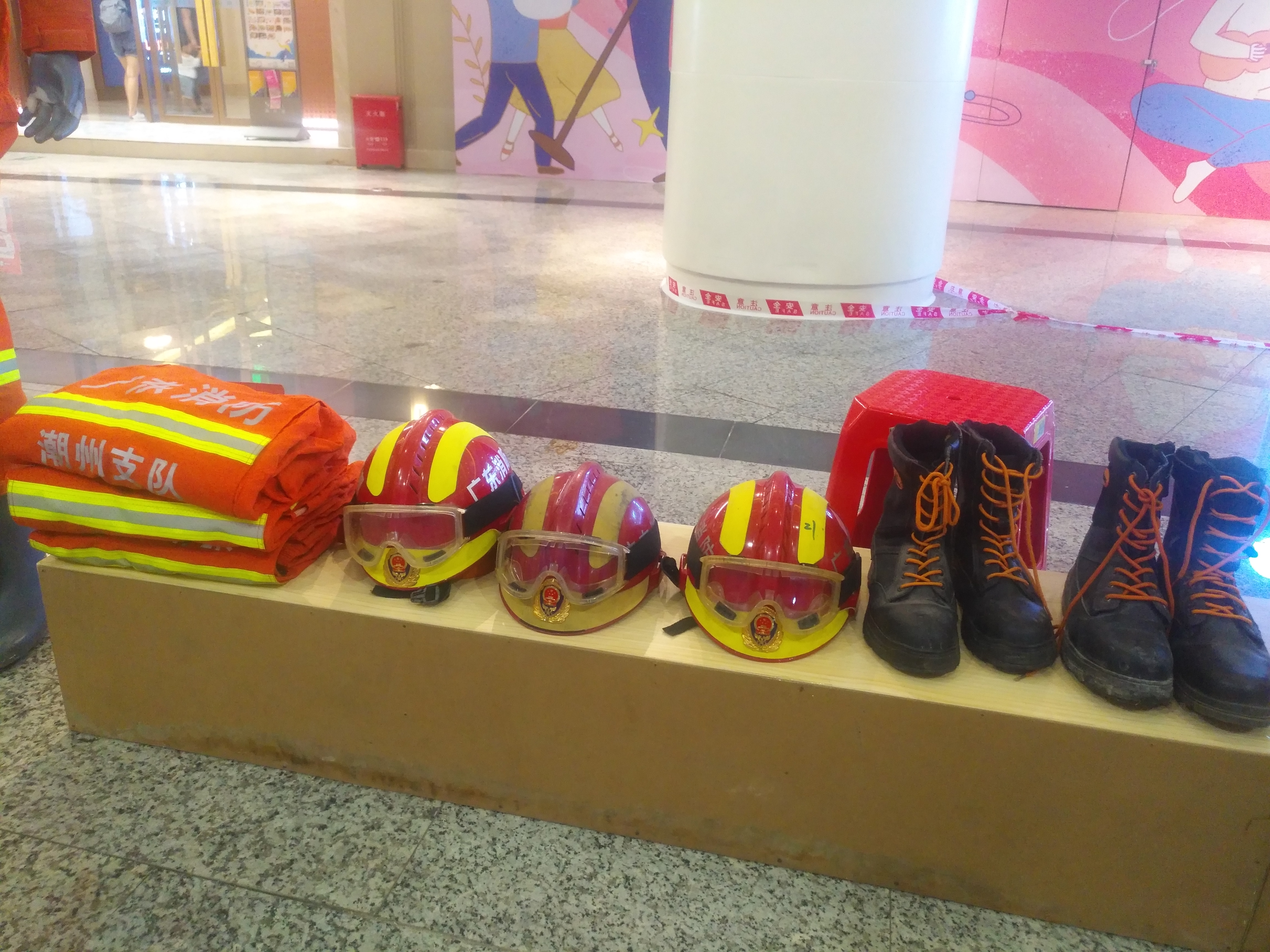
2018式消防装备，自左至右分别为消防服、头盔、消防靴

2018年11月8日，国务院总理李克强签署第705号国务院令，公布《中华人民共和国消防救援衔标志式样和佩带办法》。《办法》规定了新的消防员救援衔级，包括消防总监、副总监、助理总监、指挥长、指挥员、高级消防员、中级消防员和初级消防员。
消防救援制服色调总体为火焰蓝色，制服依干部、消防员两类，分为春秋常服、长袖夏常服、短袖夏常服、夏备勤服、冬备勤服、夏作训服、冬作训服、体能训练服等样式。
2021年1月1日，消防救援局印发《消防备勤系列服装穿着规范》《消防夏常服帽佩戴规范》，配发21式夏备勤服、冬备勤服、冬季备勤大衣，并佩戴队旗和勤务臂章，此前配发的19式作训服可作为营区内非正式场合使用的备用被装；同时配有长袖体能训练服，着夏常服时佩戴夏常服帽。
中华人民共和国消防救援衔肩章式样如下：
| 衔级                                        | 总监                              | 副总监                              | 助理总监                              | 指挥长                                  | 指挥长                                  | 指挥长                                  | 指挥长                                  | 指挥员                                  | 指挥员                                  | 指挥员                                  | 指挥员                                  |
| ------------------------------------------- | --------------------------------- | ----------------------------------- | ------------------------------------- | --------------------------------------- | --------------------------------------- | --------------------------------------- | --------------------------------------- | --------------------------------------- | --------------------------------------- | --------------------------------------- | --------------------------------------- |
| 消防救援衔 硬肩章 管理指挥人员 专业技术人员 | 中华人民共和国消防救援衔肩章 总监 | 中华人民共和国消防救援衔肩章 副总监 | 中华人民共和国消防救援衔肩章 助理总监 | 中华人民共和国消防救援衔肩章 高级指挥长 | 中华人民共和国消防救援衔肩章 一级指挥长 | 中华人民共和国消防救援衔肩章 二级指挥长 | 中华人民共和国消防救援衔肩章 三级指挥长 | 中华人民共和国消防救援衔肩章 一级指挥员 | 中华人民共和国消防救援衔肩章 二级指挥员 | 中华人民共和国消防救援衔肩章 三级指挥员 | 中华人民共和国消防救援衔肩章 四级指挥员 |
| 消防救援衔 硬肩章 管理指挥人员 专业技术人员 | 消防救援总监                      | 消防救援副总监                      | 消防救援助理总监                      | 高级指挥长                              | 一级指挥长                              | 二级指挥长                              | 三级指挥长                              | 一级指挥员                              | 二级指挥员                              | 三级指挥员                              | 四级指挥员                              |

| 衔级                         | 高级消防员                              | 高级消防员                              | 高级消防员                              | 中级消防员                              | 中级消防员                              | 初级消防员                              | 初级消防员                              | 初级消防员                              |
| ---------------------------- | --------------------------------------- | --------------------------------------- | --------------------------------------- | --------------------------------------- | --------------------------------------- | --------------------------------------- | --------------------------------------- | --------------------------------------- |
| 消防救援衔 硬肩章 （消防员） | 中华人民共和国消防救援衔肩章 一级消防长 | 中华人民共和国消防救援衔肩章 二级消防长 | 中华人民共和国消防救援衔肩章 三级消防长 | 中华人民共和国消防救援衔肩章 一级消防士 | 中华人民共和国消防救援衔肩章 二级消防士 | 中华人民共和国消防救援衔肩章 三级消防士 | 中华人民共和国消防救援衔肩章 四级消防士 | 中华人民共和国消防救援衔肩章 预备消防士 |
| 消防救援衔 硬肩章 （消防员） | 一级消防长                              | 二级消防长                              | 三级消防长                              | 一级消防士                              | 二级消防士                              | 三级消防士                              | 四级消防士                              | 预备消防士                              |

### 号牌与涂装

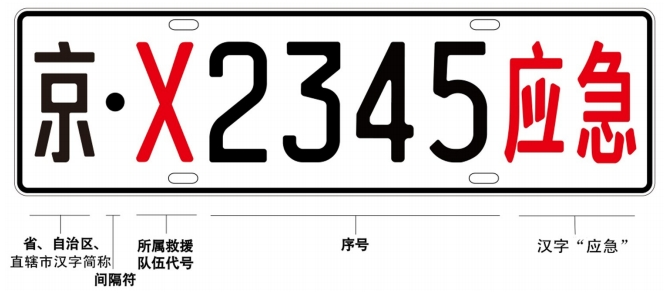
图为国家综合性消防救援车辆专用号牌样图。

根据《国务院办公厅关于国家综合性消防救援车辆悬挂应急救援专用号牌有关事项的通知》，国家综合性消防救援车辆专用号牌及配套行驶证件由中华人民共和国应急管理部部核发。驾驶悬挂专用号牌车辆的相应准驾车型机动车驾驶证由公安机关交通管理部门核发。符合规定的消防救援车辆免征车辆购置税、免收车辆通行费和停车费，在执行应急任务时享有优先通行权。
消防救援专用号牌分为汽车号牌和摩托车号牌两种。汽车号牌每副两只，分别悬挂在车辆前后部；摩托车号牌为单只，悬挂在车辆后部。专用号牌为白底黑字，配以红色汉字“应急”，其中汽车号牌字符共8位，依次为省级行政区汉字简称、所属救援队伍代号、四位序号和汉字“应急”。摩托车号牌字符共7位，依次为汉字“应急”、省级行政区汉字简称、三位序号和所属救援队伍代号。
消防救援专业车辆车身前部喷涂“救援RESCUE”字样，车身侧面涂装中国消防救援队徽、“消防”字样和所属单位名称、车辆编号，车顶涂装车辆编号，车身两侧及车辆尾部涂装装饰条。

### 奖章纪念章
2020年11月10日，应急管理部、人社部印发《应急管理系统奖励暂行规定》（应急〔2020〕88号），其中第五条规定，奖励分为集体奖励和个人奖励。奖励由低至高依次分为：嘉奖、记三等功、记二等功、记一等功、授予称号。授予个人称号分为“全国应急管理系统一级英雄模范”、“全国应急管理系统二级英雄模范”；授予集体称号的名称，根据被授予集体的事迹特点确定。
2023年11月，经中共中央、国务院批准，应急管理部印发《消防救援纪念章颁发管理办法（试行）》，建立消防救援纪念章制度，并举行首次颁章仪式。
| 種類                          | 等级   | 样式 | 說明                                                                   |
| ----------------------------- | ------ | ---- | ---------------------------------------------------------------------- |
| 应急管理系统 一级英雄模范奖章 | 不適用 |      | 成绩卓著，有特殊贡献和重大影响，堪称典范的                             |
| 应急管理系统 二级英雄模范奖章 | 不適用 |      | 成绩卓著，有特殊贡献和重大影响，堪称典范的                             |
| 中国消防忠诚卫士奖章          | 不適用 |      |                                                                        |
| 一等功奖章                    | 不適用 |      | 成绩显著，有重大贡献和影响的                                           |
| 二等功奖章                    | 不適用 |      | 成绩显著，有重要贡献的                                                 |
| 三等功奖章                    | 不適用 |      | 成绩显著，有较大贡献的                                                 |
| 消防救援服务纪念章            | 金质   |      | 颁发给从事消防救援工作满30年的消防救援人员                             |
| 消防救援服务纪念章            | 银质   |      | 颁发给从事消防救援工作满16年的消防救援人员                             |
| 消防救援服务纪念章            | 铜质   |      | 颁发给从事消防救援工作满8年的消防救援人员                              |
| 献身消防救援纪念章            | 金质   |      | 颁发给消防救援队伍烈士                                                 |
| 献身消防救援纪念章            | 银质   |      | 颁发给因公牺牲的消防救援人员                                           |
| 献身消防救援纪念章            | 铜质   |      | 颁发给因公致残的消防救援人员                                           |
| 重大消防救援任务纪念章        | 不適用 |      | 颁发给执行有关重大灭火救援、抢险救灾和消防安全保卫等任务的消防救援人员 |

### 消防员招录
国家综合性消防救援队伍2022年面向社会招录消防员17625名。

## 行动
2018至2022年，国家综合性消防救援队伍出警622万余次，营救和疏散遇险群众239万余人。
1949年至2020年，共有636名消防队伍烈士、87名森林消防烈士在挽救人民群众生命财产安全的过程中牺牲。